# Coprosma raiateensis
Coprosma raiateensis är en måreväxtart som beskrevs av John William Moore. Coprosma raiateensis ingår i släktet Coprosma och familjen måreväxter. Inga underarter finns listade i Catalogue of Life.